# Fernando Jácome
Fernando José Jácome Clavijo es un nadador colombiano de la especialidad libre. Compitió en los Juegos olímpicos de Sídney terminando en la posición 47 de los 100 m libres, cronometrando 52.24. En los 200 m Libres, cronometró 1:54.17 terminando en la posición 34.
En la actualidad Jácome es Gerente General de una empresa de eventos que se encarga en traer a Colombia Campeones Olímpicos de natación para que hablen de sus experiencias, también contribuye con su experiencia a los Nadadores Colombianos para gestionar Becas en las universidades de Estados Unidos.